# Urogonimus macrostomum
Espèce
Urogonimus macrostomum est une espèce de trématodes de la famille des Leucochloridiidae.